# Toyota New Global Architecture

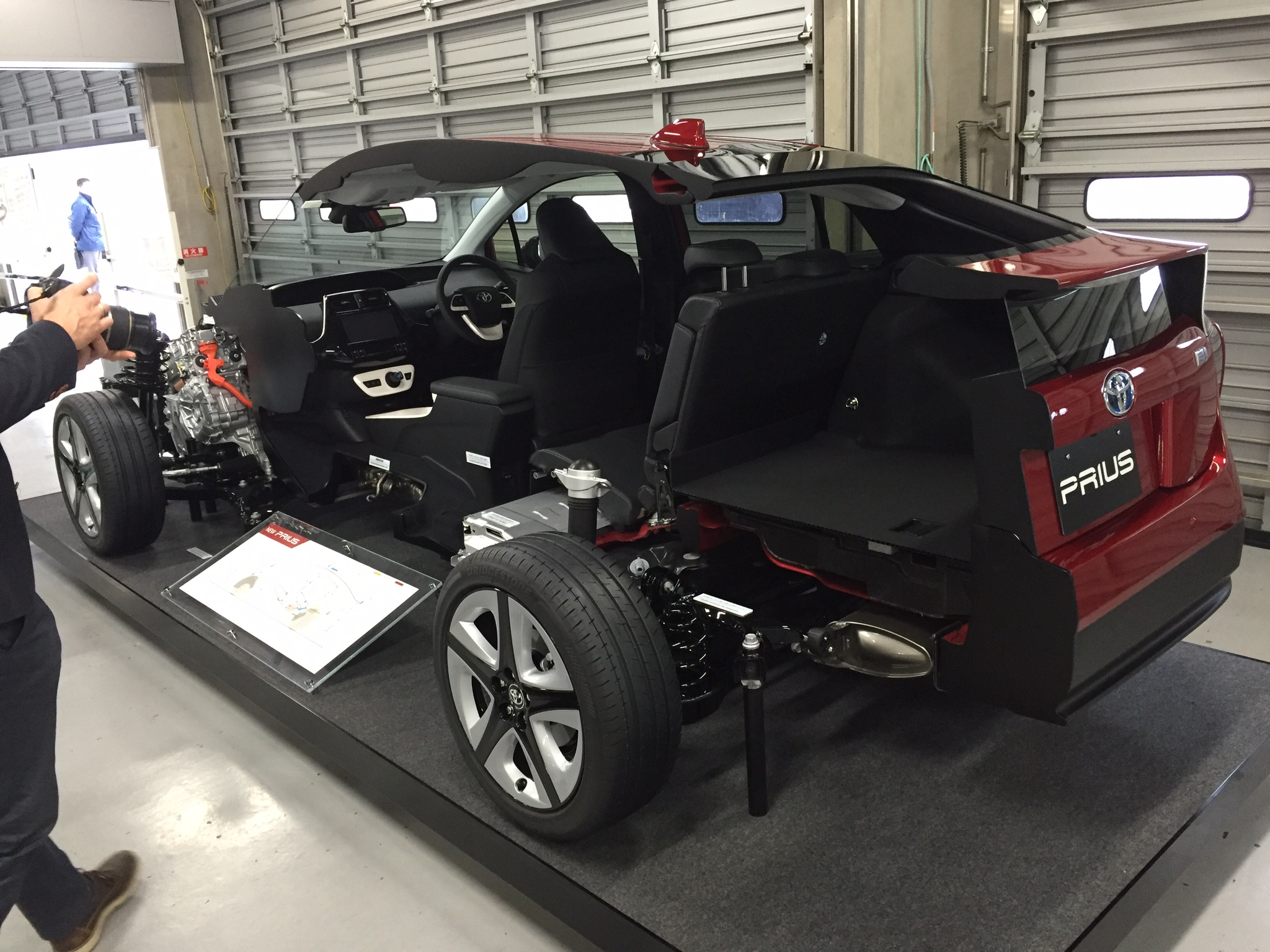
Platforma TNGA w Toyocie Prius 2016 podczas Tokyo Motor Show 2015

Toyota New Global Architecture (TNGA) − nazwa koncepcji projektowania i produkcji samochodów Toyoty, a także sposobu budowania i organizowania fabryk i linii produkcyjnych, realizowanej od 2015 roku. Istotą TNGA jest modułowość i wymienność elementów, zastosowana w budowie poszczególnych części, w łączeniu komponentów w podzespoły oraz w konstrukcji linii produkcyjnych w fabrykach. W architekturze TNGA powstały do tej pory platformy podłogowe, silniki, napędy hybrydowe oraz przekładnie.
Jak twierdzi Toyota, jest to najszerzej zakrojona zmiana w dotychczasowej historii Systemu Produkcyjnego Toyoty. Zmiana polega przede wszystkim na standaryzacji wymiarów i położenia podzespołów w obrębie ujednoliconych platform oraz ograniczenie liczby rodzajów części wykorzystywanych w różnych modelach. To pozwoli na konstruowanie mniejszych fabryk i linii produkcyjnych, które będzie można łatwiej dostosowywać do zmieniających się potrzeb, oraz uprości logistykę dostarczania części. Toyota przewiduje, że TNGA pozwoli produkować kilka modeli na tej samej linii oraz że TNGA zmniejszy pracochłonność projektowania pojazdów o 20%.

## Platformy TNGA
Modułowe platformy samochodowe od 2015 roku są stopniowo są wprowadzane do modeli Toyoty i Lexusa.  Pięć platform różnej wielkości umożliwi skonstruowanie samochodów niemal wszystkich segmentów z napędem na przednią, tylną i obie osie.
Pierwszym modelem na platformie TNGA jest Prius czwartej generacji. Drugim Toyota C-HR, hybrydowy crossover, zaprezentowany na targach samochodowych we Frankfurcie w wersji przedprodukcyjnej. Trzeci model to Toyota Prius Plug-in Hybrid, a czwarty - Toyota Corolla 12. generacji.  
W Priusie 4. generacji platforma TNGA pozwoliła obniżyć środek masy, m.in. umieszczając niżej elementy napędu w komorze silnika. Pozwoliło to obniżyć położenie maski i poprawić widoczność z miejsca kierowcy. Zastosowanie tej architektury w Corolli 12. generacji sprawiło, że samochód w wersji hatchback jest o 25 mm niższy od swojego poprzednika, Toyoty Auris 2. generacji. 
W marcu 2018 roku Lexus zaprezentował crossovera Lexus UX, pierwsze auto tej marki oparte na kompaktowej platformie GA-C (Global Architecture – Compact), wykonanej w architekturze TNGA. Dzięki zastosowaniu klejenia i spawaniu laserowego elementów, nadwozie jest wyjątkowo sztywne.  
W październiku 2019 roku Toyota pokazała nowy model Yarisa - pierwszy samochód na platformie GA-B.  
W styczniu 2020 roku Toyota zapowiedziała nowego subkompaktowego SUV-a zbudowanego na platformie GA-B.  

### Typy platform TNGA
GA-B − Toyota Yaris IV, Toyota GR Yaris, Toyota Yaris Cross, Toyota Aqua II, Toyota Aygo X
GA-C − Toyota Prius IV, Toyota Prius Prime, Toyota C-HR, Toyota Corolla XII, Lexus UX, Toyota Corolla Cross, Suzuki Swace
GA-K − Toyota Camry VIII, Toyota Avalon V, Toyota RAV4 V, Lexus ES VII, Toyota Harrier/Venza, Toyota Highlander IV, Toyota Sienna IV, Suzuki Across, Lexus NX II
GA-F − Toyota Land Cruiser 300, Toyota Tundra III, Lexus LX V
GA-L − Lexus LS V, Lexus LC, Toyota Crown XV, Toyota Mirai II
e-TNGA − Toyota bZ4X, Subaru Solterra, Lexus RZ

## Silniki DFC
Linia silników w architekturze TNGA nosi nazwę Dynamic Force Engines. Wykorzystano w nich technologię szybkiego spalania i inteligentny system zmiennych faz rozrządu VVT-i. Nowy 2,5-litrowy silnik z tej linii wykazuje się 40-procentową wydajnością cieplną w samochodach spalinowych i 41-procentową w napędzie hybrydowym.

## Automatyczne skrzynie biegów
W grudniu 2016 roku Toyota ogłosiła opracowanie dwóch automatycznych skrzyń biegów w architekturze TNGA: Direct Shift-8AT i Direct Shift-10AT. Producent podał, że nowe przekładnie mają mniejszą masę i wielkość oraz zmniejszają straty energii i zapotrzebowanie samochodu na paliwo niż poprzednie skrzynie tego producenta.

## Napędy hybrydowe
Według koncepcji THGA został skonstruowany napęd Hybrid Synergy Drive z silnikiem benzynowym 1.8 do Priusa 4. generacji i Toyoty C-HR oraz napęd Multistage Toyota Hybrid System II (THS-II) z silnikiem benzynowym 2.5. W obu napędach została zmniejszona wielkość i masa komponentów oraz ograniczone straty energii. W 2018 roku Toyota zaprezentowała mocniejszy układ z silnikiem 2.0, o łącznej mocy 180 KM. Pierwszym modelem marki dostępnym z tym napędem będzie Auris. 